# Mohammad Rajablou
Mohammad Rajablou (* 6. April 1985) ist ein ehemaliger iranischer Bahn- und Straßenradrennfahrer.

## Sportliche Laufbahn
2007 gewann Mohammad Rajablou ein Teilstück der Azerbaïjan Tour. In den kommenden Jahren war er hauptsächlich auf der Bahn erfolgreich. 2011 wurde er Asienmeister  im Punktefahren sowie zweifacher iranischer Meister im Punktefahren und im Omnium. Bis 2017 holte er bei Asienmeisterschaften fünf weitere Medaillen auf der Bahn. 2018 holte er jeweils Silber bei den Asienmeisterschaften auf der Bahn mit Mahdi Sohrabi im Zweier-Mannschaftsfahren sowie auf der Straße im Mannschaftszeitfahren.

## Erfolge

### Straße
2007
- eine Etappe Azerbaïjan Tour

2016
- eine Etappe Tour of Japan

2018
- Asienmeisterschaft – Mannschaftszeitfahren

### Bahn
2011
- Asienmeister – Punktefahren
- Iranischer Meister – Punktefahren
- Iranischer Meister – Omnium

2012
- Asienmeisterschaft – Punktefahren

2013
- Asienmeisterschaft – Punktefahren
- Asienmeisterschaft – Madison (mit Alireza Haghi)

2014
- Asienmeisterschaft – Punktefahren

2017
- Asienmeisterschaft – Scratch

2018
- Asienmeisterschaft – Zweier-Mannschaftsfahren (mit Mahdi Sohrabi)

2019
- Iranischer Meister – Mannschaftsverfolgung (mit Amirhossein Jamahisian Ghalehsefidi, Mohsen Rahmani Beiragh und Mehdi Bidram Gorgabi)

## Teams
- 2005 Paykan
- 2009 Azad University Iran
- 2010 Aassak Docharkh
- 2013 Ayandeh Continental Team (bis 30. Juni)
- 2014 Pishgaman Yazd
- 2015 Pishgaman Giant Team
- 2016 Hy Sport (bis 30. April)
- 2016 Pishgaman Giant Team (ab 1. Mai)
- 2017 Pishgaman Cycling Team
- 2018 Omidnia Mashhad Team (ab 2. November)